# Lippia tegulifera
Lippia tegulifera là một loài thực vật có hoa trong họ Cỏ roi ngựa. Loài này được Briq. mô tả khoa học đầu tiên năm 1904.